# Цигани (Підкарпатське воєводство)
Цигани (пол. Cygany) — село в Польщі, у гміні Нова Демба Тарнобжезького повіту Підкарпатського воєводства.
Населення — 1086 осіб (2011).

## Демографія
Демографічна структура станом на 31 березня 2011 року:
|          | Загалом | Допрацездатний вік | Працездатний вік | Постпрацездатний вік |
| -------- | ------- | ------------------ | ---------------- | -------------------- |
| Чоловіки | 540     | 113                | 368              | 59                   |
| Жінки    | 546     | 97                 | 324              | 125                  |
| Разом    | 1086    | 210                | 692              | 184                  |